# Château Haut Selve
Le Château Haut Selve est un domaine viticole de 45 hectares situé à Saint-Selve en Gironde. Propriété de la Famille Lesgourgues depuis 1993, c'est un cru non classé situé en AOC Graves.

## Présentation
La création du Château Haut Selve est née de l'ambition de créer un nouveau et grand vignoble, une unique création ex nihilo sur les terres d'une propriété de grande réputation au XIXe siècle, disparue après la propagation du phylloxéra et laissé à l'état de forêt pendant plus de 120 ans.
La propriété résulte à la fois d'une démarche technique et esthétique où chaque étape a été pensée comme une œuvre. Elle doit son style unique à l'architecte designer Sylvain Dubuisson, à l'artiste Vincent Barré ainsi qu'au cabinet d'architecture Cohérence de Biarritz.
La culture et l'art du vin marquent la singularité de cette propriété qui est reconnue aujourd'hui pour être l'une des plus réputées de son appellation.

## Devise
La philosophie de Château Haut Selve s'articule autour de la devise latine "NON NOVA SED NOVE".
En français : "Non pas des choses nouvelles mais d'une manière nouvelle".

## Vignoble
Afin d’exprimer au mieux les qualités du terroir et de produire de grands vins, l’approche viticole de la propriété mêle tradition et innovation : culture raisonnée sans utilisation d’engrais, enherbement des vignobles, travail des sols, taille traditionnelle et limitation importante des rendements.

## Vinification
Le chai de Château Haut Selve est équipé du matériel le plus moderne pour garantir une hygiène parfaite lors des vinifications et des élevages et ainsi optimiser la qualité dans la transformation du raisin : contrôle des températures, cuveries parcellaires, cuves à macération pelliculaire, chais à barriques et bouteillers climatisés, parc de barriques renouvelé chaque année…

## Les Vins
Le domaine propose trois vins distincts:
- Château Haut Selve Rouge: assemblage de Merlot et de Cabernet Sauvignon. Élevé en barriques de chênes français pendant 12 mois (renouvelées par tiers chaque année)
- Château Haut Selve Réserve: une cuvée uniquement réalisée lors des millésimes d'exceptions. Rendements limités à 38 hl/ha.
- Château Haut Selve Blanc: assemblage de Sauvignon Blanc, Sauvignon Gris et Sémillon. Après une macération pelliculaire en cuve, le vin bénéficie d'une fermentation et d'un vieillissement de 6 mois en barriques.